# Evander (Fußballspieler)
Evander, mit vollem Namen Evander da Silva Ferreira (* 9. Juni 1998 in Rio de Janeiro), ist ein brasilianischer Fußballspieler. Der offensive Mittelfeldspieler ist ehemaliger brasilianischer Juniorennationalspieler.

## Karriere

### Verein
Der in Rio de Janeiro geborene Evander stammt aus der Nachwuchsabteilung des CR Vasco da Gama. Sein Pflichtspieldebüt für die erste Mannschaft bestritt er am 5. März 2016 beim 3:1-Heimsieg gegen den Bonsucesso FC in der Campeonato Carioca, als er in der Schlussphase für Nenê eingewechselt wurde. Zur Série B 2016 wurde er endgültig in die erste Mannschaft von Vasco da Gama befördert. Sein Debüt in der zweithöchsten brasilianischen Spielklasse bestritt er am 21. Mai 2016, als er nach sieben gespielten Minuten für den verletzten Andrezinho eingewechselt wurde. In seiner ersten Spielzeit bestritt er 10 Ligaspiele und stieg mit dem Verein aus Rio de Janeiro in die erste Spielklasse auf.
Sein Erstligadebüt gab er am 11. Juni 2017 (6. Spieltag) beim 2:1-Heimsieg gegen Sport Recife, als er in der 69. Spielminute für Andrés Escobar ins Spiel gebracht wurde. In der Série A 2017 wurde er nur sporadisch berücksichtigt und kam erst gegen Ende zu Einsätzen. Am 8. November 2017 (33. Spieltag) erzielte er beim 2:1-Auswärtssieg gegen den FC Santos seinen ersten Treffer. In diesem Spieljahr absolvierte er neun Ligaspiele, in denen er einen Torerfolg markierte.
Am 1. Februar 2018 bestritt er beim Auswärtsspiel gegen Universidad de Concepción sein erstes Spiel in der Copa Libertadores und steuerte zum 4:0-Sieg seiner Mannschaft einen Doppelpack bei. Im kontinentalen Wettbewerb war er wichtiger Stammspieler, während er in der Liga bis August 2018 nur zu sieben Einsätzen kam.
Am 27. August 2018 wechselte Evander in einem einjährigen Leihgeschäft zum dänischen Erstligisten FC Midtjylland, der sich eine Kaufoption in Höhe von 18 Millionen dänischen Kronen sicherte. Sein Pflichtspieldebüt bestritt er am 26. September 2018 beim 2:1-Pokalsieg gegen den Dalum IF, in dem er seinen ersten Treffer erzielen konnte. Drei Tage später (11. Spieltag) debütierte er in der Liga beim 5:2-Heimsieg gegen den Hobro IK, als er in der 65. Spielminute für Jakob Poulsen in die Partie gebracht wurde. Sein erstes Ligator erzielte er beim 4:1-Auswärtssieg gegen den FC Nordsjælland am 20. Oktober (13. Spieltag). Der offensives Mittelfeldspieler etablierte sich in dieser Saison 2018/19 als wichtiger Stammspieler und machte neun Tore in 26 Ligaspielen.
Bereits im Januar 2019 hatte sich der FC Midtjylland mit dem CR Vasco da Gama auf einen permanenten Transfer Evanders verständigt. Die Ablösesumme verringerte sich dabei auf 15 Millionen dänischen Kronen. In der Saison 2019/20 gelangen ihm in 30 Ligaeinsätzen acht Tore und zehn Vorlagen, womit er den Ulvene wesentlich zum Gewinn der dänischen Meisterschaft verhalf. Im Januar 2023 wechselte Evander in die USA zu den Portland Timbers. Mit circa 9,5 Millionen Euro Ablöse wurde er zum Rekordeinkauf des Franchise.
In den folgenden beiden Spielzeiten (2023 und 2024) steuerte er bei 56 Liga-Einsätzen 24 Tore bei und sicherte sich damit auch den Titel des Top-Torschützen des Franchises in der Saison 2023. Mitte Februar 2025 wechselte er zum FC Cincinnati.

### Nationalmannschaft
Im März 2015 nahm er mit der brasilianischen U17-Nationalmannschaft an der Südamerikameisterschaft 2015 in Paraguay teil. Dort kam er in acht Spielen zum Einsatz, in denen er drei Tore erzielte. Bei der U17-Weltmeisterschaft 2015 in Chile kam er in zwei Spielen zum Einsatz. Insgesamt bestritt er 13 Länderspiele für die U17, in denen er sieben Mal traf.

## Erfolge und Auszeichnungen
Brasilien U17
- U-17-Fußball-Südamerikameisterschaft: 2015

FC Midtjylland
- Dänischer Meister: 2020
- Dänischer Pokalsieger: 2019, 2022

Individuell
- MLS Best XI: 2024